# Юнацька збірна Бахрейну з футболу (U-17)
Юнацька збірна Бахрейну з футболу (U-17) — національна футбольна збірна Бахрейну, що складається із гравців віком до 17 років. Керівництво командою здійснює Футбольна асоціація Бахрейну.
Головним континентальним турніром для команди є Юнацький кубок Азії, який з 2008 року розігрується серед команд з віковим обмеженням до 16 років, і успішний виступ на якому дозволяє отримати путівку на Чемпіонат світу (U-17). Також може брати участь у товариських і регіональних змаганнях.
Протягом 1980-х років брала участь у відбіркових турнірах на світову першість у форматі U-16.

## Виступи на міжнародних турнірах

### Юнацький чемпіонат світу (U-17)
| Статистика чемпіонатів світу (U-17) | Статистика чемпіонатів світу (U-17) | Статистика чемпіонатів світу (U-17) | Статистика чемпіонатів світу (U-17) | Статистика чемпіонатів світу (U-17) | Статистика чемпіонатів світу (U-17) | Статистика чемпіонатів світу (U-17) | Статистика чемпіонатів світу (U-17) | Статистика чемпіонатів світу (U-17) |
| Рік                                 | Результат                           | Місце                               | І                                   | В                                   | Н                                   | П                                   | Г+                                  | Г-                                  |
| ----------------------------------- | ----------------------------------- | ----------------------------------- | ----------------------------------- | ----------------------------------- | ----------------------------------- | ----------------------------------- | ----------------------------------- | ----------------------------------- |
| 1985 – 1987                         | не кваліфікувалася                  | не кваліфікувалася                  | не кваліфікувалася                  | не кваліфікувалася                  | не кваліфікувалася                  | не кваліфікувалася                  | не кваліфікувалася                  | не кваліфікувалася                  |
| 1989                                | півфіналіст                         | 4-е                                 | 5                                   | 3                                   | 1                                   | 1                                   | 5                                   | 2                                   |
| 1991 – 1995                         | не кваліфікувалася                  | не кваліфікувалася                  | не кваліфікувалася                  | не кваліфікувалася                  | не кваліфікувалася                  | не кваліфікувалася                  | не кваліфікувалася                  | не кваліфікувалася                  |
| 1997                                | груповий етап                       | 12-е                                | 3                                   | 1                                   | 0                                   | 2                                   | 4                                   | 8                                   |
| 1999 - 2019                         | не кваліфікувалася                  | не кваліфікувалася                  | не кваліфікувалася                  | не кваліфікувалася                  | не кваліфікувалася                  | не кваліфікувалася                  | не кваліфікувалася                  | не кваліфікувалася                  |
| 2021                                | не визначено                        | не визначено                        | не визначено                        | не визначено                        | не визначено                        | не визначено                        | не визначено                        | не визначено                        |
| Усього                              | 3/19                                | 0 перемог                           | 8                                   | 4                                   | 1                                   | 3                                   | 9                                   | 10                                  |

### Юнацький кубок Азії з футболу
| Господар / Рік | Раунд              |
| -------------- | ------------------ |
| 1985           | не кваліфікувалася |
| 1986           | груповий етап      |
| 1988           | віце-чемпіон       |
| 1990           | не кваліфікувалася |
| 1992           | груповий етап      |
| 1994           | 4-те місце         |
| 1996           | 3-є місце          |
| 1998           | 3-є місце          |
| 2000           | не кваліфікувалася |
| 2002           | не кваліфікувалася |
| 2004           | не кваліфікувалася |
| 2006           | не кваліфікувалася |
| 2008           | груповий етап      |
| 2010           | не кваліфікувалася |
| 2012           | не кваліфікувалася |
| 2014           | не кваліфікувалася |
| 2016           | не кваліфікувалася |
| 2018           | не кваліфікувалася |
| 2020           | кваліфікувалася    |

## Титули і досягнення
- Чемпіонат світу (U-17)
  - 4-е місце: (1989)
- Юнацький кубок Азії з футболу
  - віце-чемпіон (1) : (1988)
  - третє місце (2) : (1996, 1998)
  - 4-е місце (1) : (1994)